# 潘鵬 (正德進士)
潘鹏（1480年—1519年），字起溟，南直隶安庆府懷寧縣人，明朝政治人物。

## 生平
由國子生中式甲子科（1504年）應天府鄉試第三十九名舉人，正德三年（1508年）戊辰科會試第一百三十六名，殿試登三甲第六名進士。初授行人司行人，正德六年十二月（1512年初），选授广东道御史。
正德十一年（1516年）十月，升江西按察司佥事。正德十四年（1519年）七月，宁王朱宸濠起兵叛乱，潘鹏被威胁從乱，不久即降。随军至安庆府，因潘鹏是安庆人，城守者多其故识，遂令其至城下谕降，并呼唤守备都指挥杨锐、知府张文锦说话，文锦、杨锐没有回应，吏员黄洲以大义斥责，潘鹏惭愧而退。不久潘鹏复持宸濠伪檄前来，其家僮见后，遥呼之，杨锐斩之以狥，弯弓将射鹏，鹏遁去。张文锦将潘鹏家属尽数诛杀。宸濠兵败后，潘鹏被俘。正德十六年（1521年），論斬。

## 家族
曾祖潘思賢。祖父潘海，荆府典儀。父潘永綱。母毛氏。具庆下，兄潘鳳。